# Тіртханкар

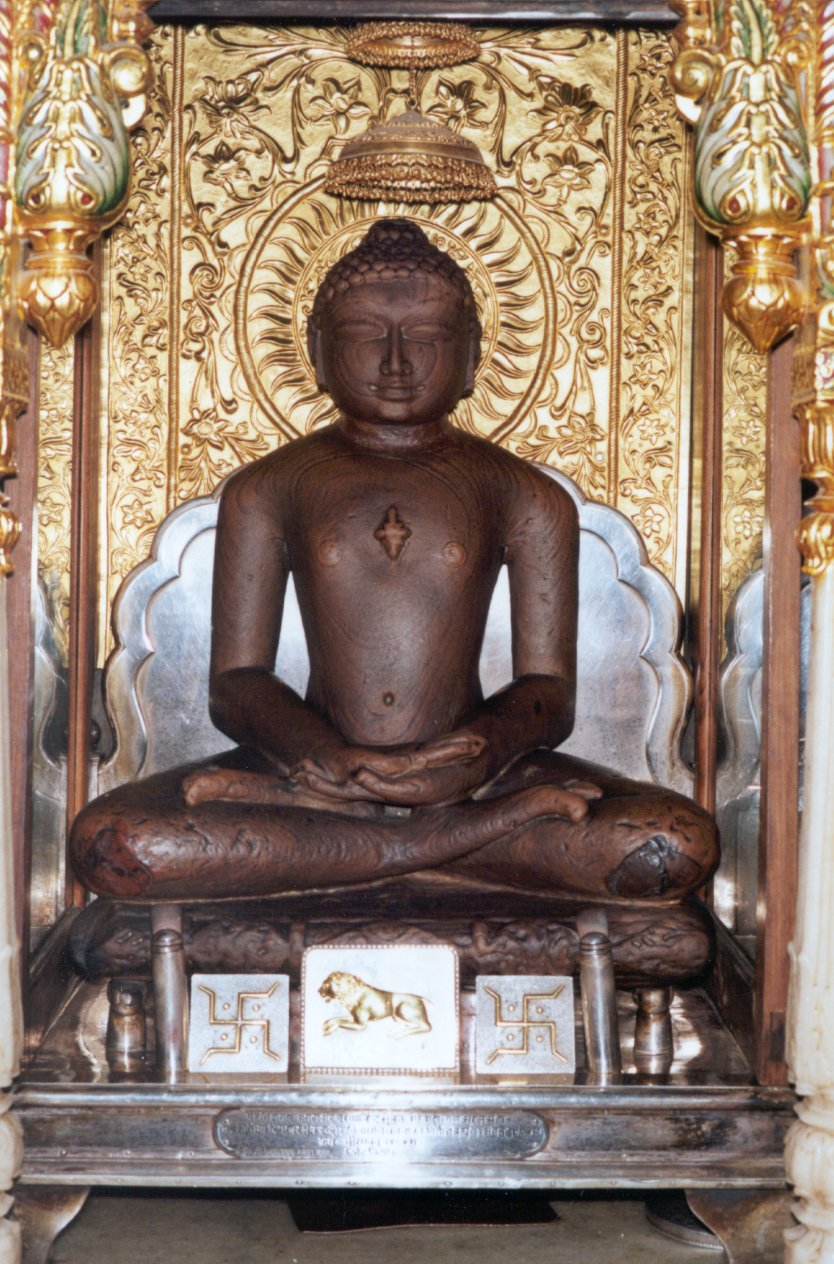
Статуя Махавіри, останнього із 24 тіртханкарів

Тіртханка́ра (तीर्थंकर — будівник броду) — у джайнізмі людина, яка досягла просвітлення завдяки аскезі і стала прикладом та вчителем для усіх тих, хто прагне духовного наставництва. Вважається, що тіртхакари подолали низькі почуття, такі як гнів, гординю, обман, бажання, і побудували брід через «річку людських злиднів». У кінці свого життя тіртханкари отримують мокшу, тобто звільнення від циклу перенароджень самсари.

## 24 тіртханкари
Онтологія джайнізму стверджує, що світ вічний, без початку і кінця. Час рухається по колу, як колесо. Світ уже пройшов через незліченну кількість циклів, і пройде через незліченну кількість циклів після нашої доби. Кожен цикл ділиться на два напівцикли: зростання і згасання. В кожному напівциклі народжується 24 тінтхакари. Останнім, двадцять четвертим, тінтхакарою нашого напівциклу був учитель Магавіра (599—527 до н.д.), існування якого вважається встановленим історичним фактом. Діґамбари вірять, що всі тіртханкари були чоловіками, светамбари — що 19-м тіртханкарою була жінка. Наступний тінтхакара, перший у новому напівциклі, буде народжений через 81,5 тисяч років.
Оскільки тіртханкари є наставниками на шляху до просвітлення, їхні статуї вшановуються в джайністських храмах. Проте, тіртханкари не вважаються богами. Джайнізм не вірить у бога-творця, а лише в богів, які, хоча й вищі за людей, усе ще не досягли просвітлення.